# Klorerade kolväten
Klorerade kolväten är kemiska föreningar som utgörs av kolväten där en eller flera väteatomer är utbytta mot kloratomer. Ämnena är således uppbyggda av grundämnena kol, väte och klor. Många klorerade kolväten används eller har använts som lösningsmedel, bland annat för sina goda fettlösande egenskaper. På grund av att ämnena är miljöskadliga och svårnedbrytbara i miljön har användningen av dem som lösningsmedel minskat sedan slutet av 1900-talet.